# Khalil Davis
Khalil Davis (Blue Springs, 22 agosto 1996) è un giocatore di football americano statunitense che milita nel ruolo di defensive end per gli Houston Texans della National Football League (NFL).

## Carriera

### Tampa Bay Buccaneers
Davis al college giocò a football a Nebraska dal 2016 al 2019. Fu scelto dai Tampa Bay Buccaneers nel corso del sesto giro (194º assoluto) del Draft NFL 2020. Nella sua stagione regolare da rookie disputò 2 partite, nessuna delle quali come titolare, mettendo a segno 2 tackle. A fine stagione vinse il Super Bowl LV senza però scendere in campo nella finalissima

## Palmarès
- Super Bowl : 1

Tampa Bay Buccaneers: LV
- National Football Conference Championship: 1

Tampa Bay Buccaneers: 2020

## Famiglia
Davis è il fratello gemello di Carlos, un defensive tackle per i Pittsburgh Steelers. Khalil e Carlos furono adottati dai loro genitori Carl e Tracy Davis all'età di nove mesi.